# لمور کوتوله آنکارانا
لمور کوتوله آنکارانا (نام علمی: Cheirogaleus shethi) نام یک گونه از سرده لمور کوتوله است.